# Germain Muller
Germain Muller, nacido en Estrasburgo (Bajo Rin) el 11 de julio de 1923 y fallecido en esa misma ciudad el 10 de octubre de 1994, fue un dramaturgo, poeta, humorista y político francés, fundador del cabaré satírico De Barabli (El paraguas) en 1946 y una de las grandes figuras del teatro alsaciano en alsaciano.